# Asceles brevipennis
Asceles brevipennis är en insektsart som beskrevs av Ludwig Redtenbacher 1908. Asceles brevipennis ingår i släktet Asceles och familjen Diapheromeridae. Inga underarter finns listade i Catalogue of Life.